# Schwarzsee (Tyrolen, Kitzbühel)
Schwarzsee är en sjö i Österrike. Sjön ligger i förbundslandet Tyrolen, i den centrala delen av landet, 300 km väster om huvudstaden Wien. Schwarzsee ligger 762 meter över havet. Arean är 0,13 kvadratkilometer. Den högsta punkten i närheten är Lebenberg, 883 meter över havet, öster om Schwarzsee.
I omgivningarna runt Schwarzsee växer i huvudsak blandskog. Runt Schwarzsee är det ganska tätbefolkat, med 52 invånare per kvadratkilometer.